# Ait Boubidmane
Ait Boubidmane  (in arabo أيت بوبيدمان‎?) è un centro abitato e comune rurale del Marocco situato nella provincia di El Hajeb, regione di Fès-Meknès. Conta una popolazione di 19 501 abitanti (censimento 2014).